# 3744 Горн-д'Артуро
3744 Горн-д'Артуро (3744 Horn-d'Arturo) — астероїд головного поясу, відкритий 5 листопада 1983 року.
Тіссеранів параметр щодо Юпітера — 3,342.